# Polystichum neozelandicum
Polystichum neozelandicum är en träjonväxtart som beskrevs av Fée. Polystichum neozelandicum ingår i släktet Polystichum och familjen Dryopteridaceae. Inga underarter finns listade.